# Wolfgang Huber

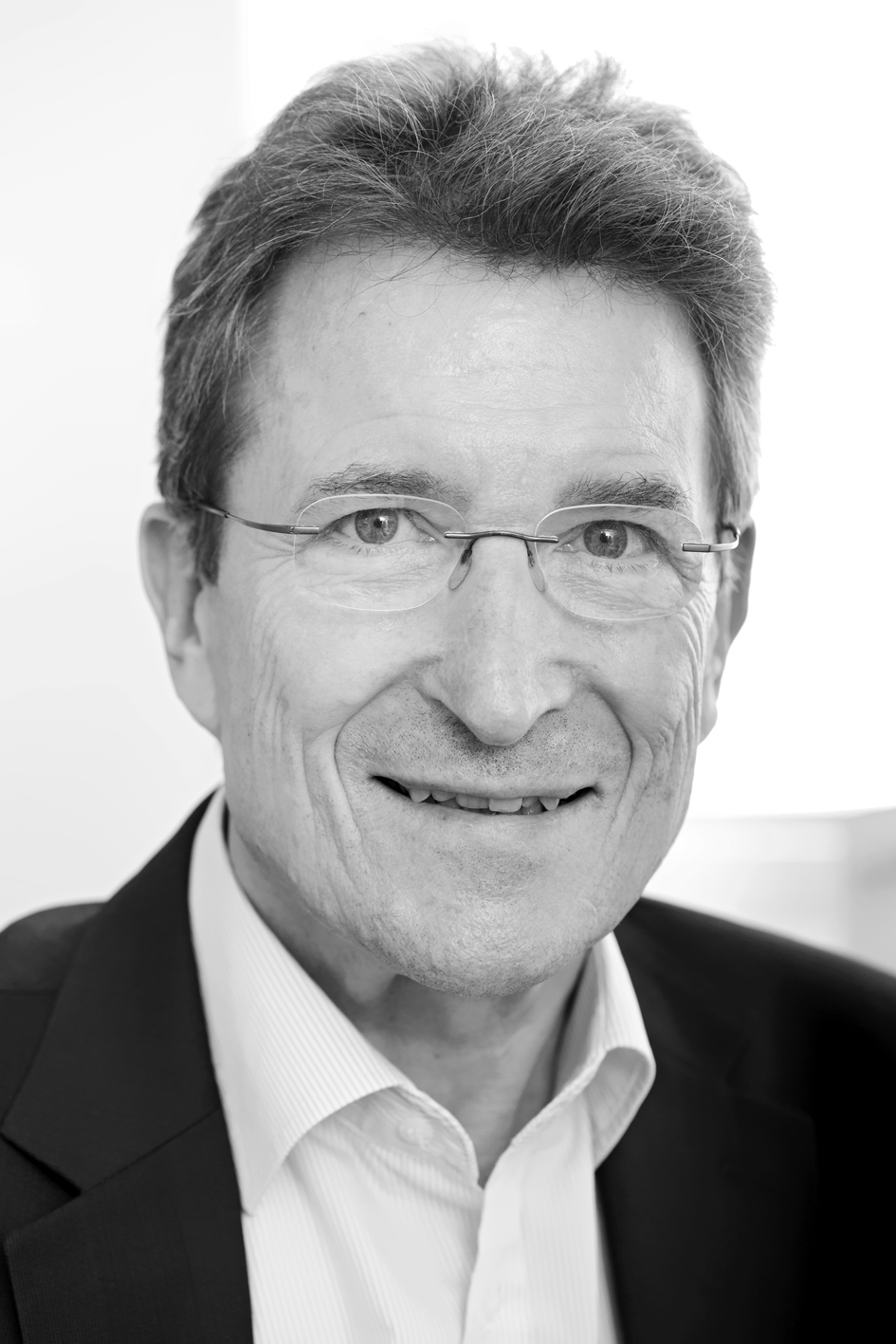
Wolfgang Huber (2020)

Wolfgang Huber (* 12. August 1942 in Straßburg) ist ein deutscher evangelischer Theologe, Publizist und Hochschullehrer. Er bekleidete von 1994 bis 2009 das Amt des Bischofs der Evangelischen Kirche in Berlin-Brandenburg und seit der Fusion am 1. Januar 2004 das der Evangelischen Kirche Berlin-Brandenburg-schlesische Oberlausitz und war von 2003 bis 2009 als Nachfolger von Manfred Kock Ratsvorsitzender der Evangelischen Kirche in Deutschland.

## Leben
Hubers Vater war der in der Zeit des Nationalsozialismus führende Staatsrechtslehrer Ernst Rudolf Huber, der nach dem Ende des Zweiten Weltkriegs eine Deutsche Verfassungsgeschichte seit 1789 in acht Bänden veröffentlichte und mit dem er bei der Quellensammlung zum Verhältnis von Staat und Kirche im 19. und 20. Jahrhundert zusammenarbeitete. Wie sein Bruder wohnte er in der Studentenzeit in Göttingen auch wohngemeinschaftlich in Zweitwohnung zusammen mit seinem Vater. Seine Mutter Tula Huber-Simons war Rechtsanwältin in Freiburg im Breisgau; in der Weimarer Republik Assistentin des Staatsrechtlers Carl Schmitt. Huber ist mütterlicherseits Enkel des Reichsgerichtspräsidenten Walter Simons, der in dieser Funktion nach dem Tod Friedrich Eberts zwei Monate lang als Stellvertreter die Aufgaben des Reichspräsidenten der Weimarer Republik wahrnahm. Huber wuchs als jüngster von fünf Brüdern in Straßburg, Falkau im Schwarzwald bei der Familie von Elisabeth und Hermann Heimpel (1945–1949) mit ebenfalls fünf Kindern, sowie in Freiburg im Breisgau auf. Er ist seit 1966 mit der Grundschullehrerin und Buchautorin Kara Huber verheiratet. Beide haben drei erwachsene Kinder und sechs Enkelkinder.
Nach dem Schulbesuch in den Jahren 1948 bis 1960 studierte Huber 1960 bis 1966 Evangelische Theologie in Heidelberg, Göttingen und Tübingen, wo er 1966 mit einer von Walther Eltester angeregten Forschungsarbeit zum frühchristlichen Verständnis von Ostern promoviert wurde, die er 1969 mit Unterstützung der Deutschen Forschungsgemeinschaft publizierte. Zu dieser Zeit erlebte er eine persönliche Glaubenskrise, die sich an der Frage festmachte, wie zentral der Glaube an die Auferstehung Jesu Christi für das Christentum sei. 1972 habilitierte er sich in Heidelberg für Systematische Theologie. Nach Vikariat und Pfarrtätigkeit 1966 bis 1968 in Württemberg war er von 1968 bis 1980 Mitarbeiter und stellvertretender Leiter der Forschungsstätte der Evangelischen Studiengemeinschaft (FEST) in Heidelberg. Hubers Frau Kara äußerte sich öffentlich über Diskussionen in ihrer Ehe, die während Hubers Anfangsjahren bei der FEST über die damalige Politisierung der Evangelischen Kirche sowie die radikal andere Sexualmoral geführt wurden.
Von 1973 bis 1994 war Huber Mitglied der Kammer für öffentliche Verantwortung der Evangelischen Kirche in Deutschland (EKD), von 1975 bis 1980 Mitglied des Theologischen Ausschusses der Evangelischen Kirche der Union (EKU) und von 1980 bis 1994 Mitglied des Präsidiums des Deutschen Evangelischen Kirchentags. Von 1980 bis 1984 hatte er eine Professur für Sozialethik an der Universität Marburg inne; 1984 bis 1994 war er Professor für Systematische Theologie mit Schwerpunkt Ethik in Heidelberg. Zu seinen Schülern gehören unter anderem Heinrich Bedford-Strohm, Peter Bubmann, Hans-Ulrich Dallmann, Helga Kuhlmann, Torsten Meireis und Joachim von Soosten.
In den Jahren 1983 bis 1985 war Huber Präsident des Deutschen Evangelischen Kirchentages, 1989 Lilly Visiting Professor an der Emory University in Atlanta/USA. Im Jahr 1993 wurde er zum Bischof der Evangelischen Kirche in Berlin-Brandenburg und 1997 zum Mitglied des Rates der Evangelischen Kirche in Deutschland gewählt, dessen Vorsitzender er von 2003 bis 2009 war. Von 1998 bis 2001 war Huber Mitglied des Zentralausschusses und des Exekutivausschusses des Ökumenischen Rates der Kirchen (ÖRK).
Im Jahr 2001 berief ihn das Bundeskabinett zum Mitglied des Nationalen Ethikrates, jedoch schied er aus diesem Gremium aus, als er Ratsvorsitzender der EKD wurde; sein Nachfolger wurde Hermann Barth. Im Juni 2010 wurde Wolfgang Huber als Hermann Barths Nachfolger in den Deutschen Ethikrat berufen. Daneben führt und führte er im Ruhestand seine kirchlichen Ehrenämter, darunter als Kuratoriumsvorsitzender der Stiftung Garnisonkirche Potsdam und als Dechant des Domstifts Brandenburg, fort und engagiert sich in Fragen gesellschaftlicher Verantwortung. Im Rahmen seiner wissenschaftlichen Arbeit an Grundfragen der Ethik widmet er sich verstärkt der Wertevermittlung in Wirtschaft und Gesellschaft.
Huber hatte sich 1993 gegen ein Bundestagsmandat für die SPD entschieden und folgte stattdessen der Berufung zum Bischof der Evangelischen Kirche in Berlin-Brandenburg. Huber ist seither parteilos und wurde nach dem Rücktritt Horst Köhlers im Mai 2010 als überparteilicher Kandidat für das Amt des Bundespräsidenten gehandelt. Huber hat den Vorsitz der Jury des Richard-von-Weizsäcker-Journalistenpreises und war im Kuratorium der Evangelisationsbewegung ProChrist.
Im November 2009 trat Wolfgang Huber in den Ruhestand. Sein Bischofsamt übernahm der bisherige Koblenzer Superintendent Markus Dröge. Am 28. Oktober 2009 wurde Margot Käßmann als nachfolgende EKD-Ratsvorsitzende von der EKD-Synode und der Kirchenkonferenz gewählt.

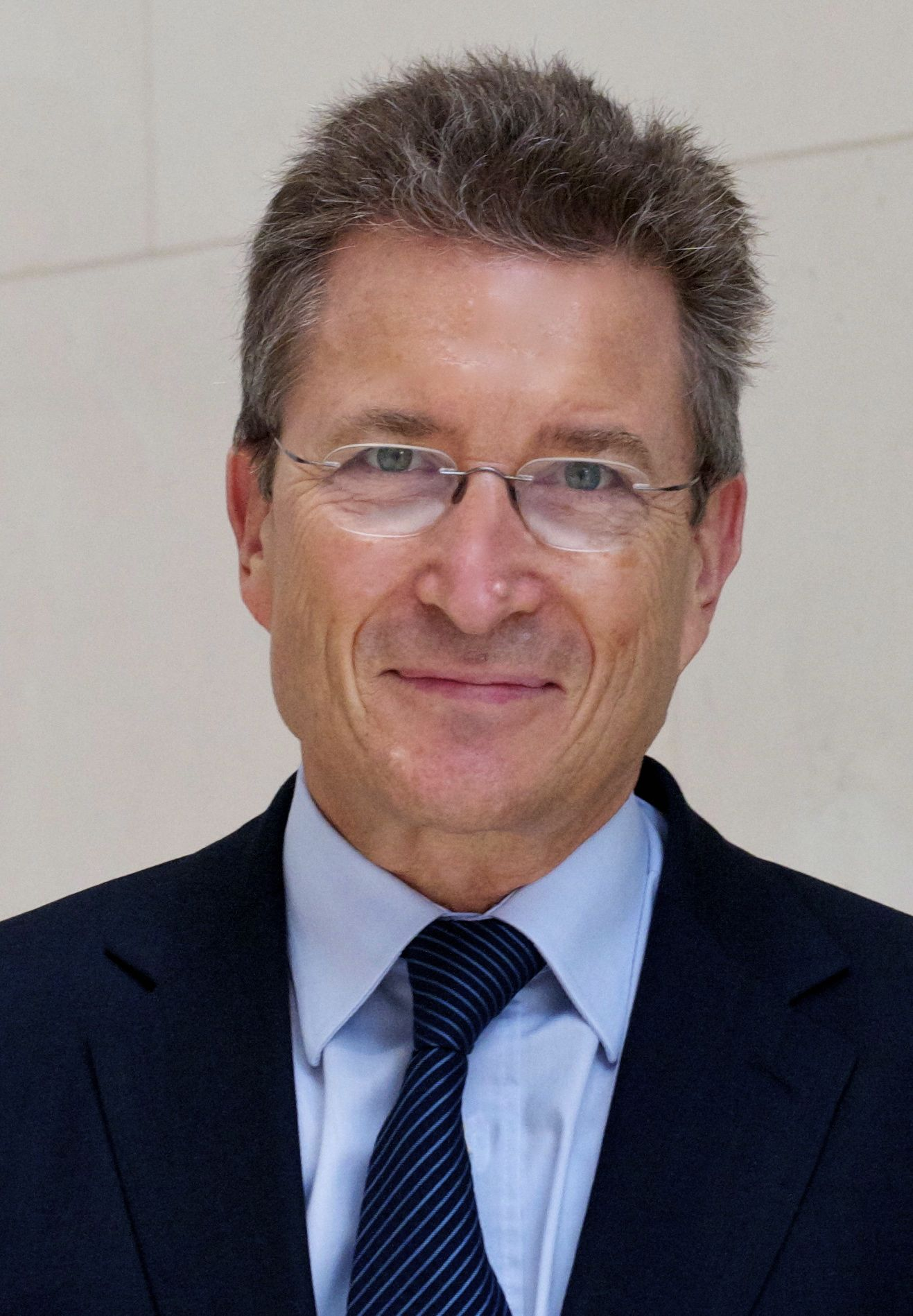
Wolfgang Huber (2010)

Seit 2009 unternahm Wolfgang Huber mehrere Studien- und Vortragsreisen nach Südafrika. Seit 2010 ist er Fellow des Stellenbosch Institute for Advanced Study (STIAS) in Südafrika. Im Jahr 2013 ernannte ihn die Universität Stellenbosch zum Honorarprofessor für Systematische Theologie.
Innerhalb der Zeit Akademie referierte Huber 2012 als DVD-Seminar Ethik mit 16 Vorlesungen über Grundfragen unseres Lebens von der Geburt bis zum Tod. Im Jahr 2012 war er Inhaber der Mercator-Professur an der Universität Duisburg Essen.
Einer der vier älteren Brüder von Wolfgang Huber ist der Bonner Wirtschaftsrechtler Ulrich Huber. Sein Neffe ist Berthold Huber, Vorstandsmitglied der Deutschen Bahn AG.

## Denken
Huber hat über eine große Zahl theologischer und ethischer Themen gearbeitet. Wichtige Anregungen verdankt er der Theologie Dietrich Bonhoeffers; die Neuausgabe von Bonhoeffers Werken hat er federführend verantwortet. Mit seinem Vater gab er eine fünfbändige Sammlung von Dokumenten zum deutschen Staatskirchenrecht heraus. Seine weiteren Veröffentlichungen umfassen unter anderem Kirche und Öffentlichkeit (1973), Menschenrechte. Perspektiven einer menschlichen Welt (1977, zusammen mit Heinz Eduard Tödt), Kirche (1979), Folgen christlicher Freiheit. Ethik und Theorie der Kirche im Horizont der Barmer Theologischen Erklärung (1983), Konflikt und Konsens. Studien zur Ethik der Verantwortung (1990), Friedensethik (1990, zusammen mit Hans-Richard Reuter), Die tägliche Gewalt. Gegen den Ausverkauf der Menschenwürde (1993), Gerechtigkeit und Recht. Grundlinien christlicher Rechtsethik (1996), Kirche in der Zeitenwende. Gesellschaftlicher Wandel und Erneuerung der Kirche (1998), Vertrauen erneuern. Eine Reform um der Menschen willen (2005), Im Geist der Freiheit. Für eine Ökumene der Profile (2007), Der christliche Glaube. Eine evangelische Orientierung (2008), Ethik. Die Grundfragen unseres Lebens von der Geburt bis zum Tod (2013), Glaubensfragen. Eine evangelische Orientierung (2017) und Dietrich Bonhoeffer. Auf dem Weg zur Freiheit. Ein Porträt (2019). Mit Torsten Meireis und Hans-Richard Reuter hat er das Handbuch der Evangelischen Ethik (2015) herausgegeben.
Im Rahmen seiner Aufgaben als Bischof, Hochschullehrer und öffentlicher Intellektueller hat er durch eine große Zahl von Vorträgen und Predigten, Diskussionsbeiträgen und öffentlichen Wortmeldungen die Diskussion über viele Themen angeregt oder angestoßen.
Eine wissenschaftliche Untersuchung seiner Arbeiten hebt die zentrale Stellung des Begriffs der „kommunikativen Freiheit“ hervor. Seine Theologie und sein öffentliches Engagement sind in der Überzeugung begründet, dass das Christentum die Religion einer lebensdienlichen Freiheit ist. Die Neuentdeckung dieser Freiheitsbotschaft in der Reformation Martin Luthers bildet den Ausgangspunkt für Hubers Freiheitsverständnis, das er in jüngerer Zeit verstärkt auf den Begriff der „verantworteten Freiheit“ bringt. Dieses Freiheitsverständnis verbindet Individualität und Sozialität miteinander; es führt über eine verengte Vorstellung von Freiheit als Selbstverwirklichung im Dienst des bloßen Eigennutzes hinaus. Im Anschluss an den Soziologen Max Weber, den Theologen Dietrich Bonhoeffer und den Philosophen Hans Jonas entwickelt Huber eine Verantwortungsethik für das Leben unter den Bedingungen der Moderne. Dieser Ansatzpunkt bestimmt seine Beiträge zu den großen ethischen Fragen der Gegenwart. Immer wieder äußert er sich in diesem Sinn zu Fragen der Wirtschaftsethik, der politischen Ethik und der Bioethik.
Huber engagierte sich nachdrücklich in der Friedensbewegung der frühen 1980er Jahre. Ziviler Ungehorsam schien ihm in bestimmten Situationen als angemessen, in denen im demokratisch-parlamentarischen Verfahren lebenswichtige Fragen nicht genügend berücksichtigt würden.
Huber sprach sich gegen die Herstellung menschlicher Embryonen zu Forschungszwecken aus; er befürwortete die deutsche Stichtagsregelung, mit deren Hilfe grundlegende Forschungen mit embryonalen Stammzellen möglich wurden.

## Reformen
Als Bischof und Ratsvorsitzender der EKD ist Huber vor allem als Reformer hervorgetreten. Angesichts einer weitgehenden Entkirchlichung im Osten Deutschlands hat er die missionarische Neuorientierung der Kirche hervorgehoben und in diesem Zusammenhang auch die Bedeutung pietistischer Traditionen in der evangelischen Kirche neu gewürdigt. Die Konzentration auf den Kern des kirchlichen Auftrags und die Öffnung nach außen, hin zu Menschen, die den Kontakt mit dem christlichen Glauben verloren haben, verbinden sich in seiner Vorstellung von Kirchenreform. Klarheit im Blick auf die Aufgabe der Kirche verpflichtet nach seiner Auffassung geradezu zur Beweglichkeit in den Formen. Diese Grundhaltung prägt das unter seiner Leitung ausgearbeitete Perspektivprogramm „Kirche der Freiheit“, das 2006 ausgearbeitet wurde und ein lebhaftes Echo auslöste. Die vielfältige Resonanz auf dieses Programm wurde 2009 in der Zukunftswerkstatt der EKD in Kassel gebündelt. Seitdem vermittelt eine Reihe von Kompetenzzentren die Reformimpulse in die 21 Landeskirchen, die zur EKD gehören.
Auch in seiner eigenen Landeskirche, der Evangelischen Kirche Berlin-Brandenburg-schlesische Oberlausitz, wurde unter Hubers Leitung ein Perspektivprogramm entwickelt, das den Titel „Salz der Erde“ trägt und 2007 veröffentlicht wurde. In seiner Amtszeit als EKD-Ratsvorsitzender wurden die konfessionellen Zusammenschlüsse Vereinigte Evangelisch-Lutherische Kirche Deutschlands und Union Evangelischer Kirchen organisatorisch mit der EKD verbunden; die Zahl der evangelischen Landeskirchen wurde in dieser Zeit von 23 auf 21 vermindert. Weitere strukturelle Reformen wurden in Gang gebracht.
Nachdrücklich setzte Huber sich für den Bildungsauftrag der Kirche ein, insbesondere durch die Förderung von Schulen in kirchlicher Trägerschaft und durch sein Eintreten für den Religionsunterricht an den öffentlichen Schulen. In der Auseinandersetzung um die Einführung des Faches Lebensgestaltung-Ethik-Religionskunde (LER) im Land Brandenburg vertrat er den kirchlichen Standpunkt vor dem Bundesverfassungsgericht, die Auseinandersetzung endete 2002 mit einer vom Gericht vorgeschlagenen Kompromissregelung, in der die Möglichkeit vorgesehen wurde, sich vom staatlichen Pflichtfach LER zu Gunsten des Religionsunterrichts abzumelden. In Berlin dagegen verweigerte die Mehrheit des Abgeordnetenhauses jegliche Wahlmöglichkeit zwischen Religionsunterricht und Ethikunterricht; der daraufhin von einer Bürgerinitiative angestrengte und von den Kirchen unterstützte Volksentscheid verfehlte jedoch im April 2009 die notwendige Mehrheit. Eine vergleichbare Auseinandersetzung schloss sich an die Entscheidung des Berliner Abgeordnetenhauses an, zehn Sonntage pro Jahr, darunter alle Adventssonntage, für die Ladenöffnung freizugeben. Erneut vertrat Huber den kirchlichen Standpunkt vor dem Bundesverfassungsgericht, das im Dezember 2009 das Berliner Ladenöffnungsgesetz in dieser Hinsicht als verfassungswidrig aufhob.
Huber befürwortet für Berlin wie sein verstorbener katholischer Amtskollege Kardinal Georg Sterzinsky einen Wahlpflichtfachbereich „Ethik/Religion“. Im Gegensatz zur bisherigen Regelung, wonach in Berlin allein der Besuch des gemeinsamen Fachs Ethik verpflichtend, der konfessionell getrennte Religionsunterricht (bzw. Humanistische Lebenskunde) aber ein freiwilliges Zusatzfach ist, wären beide Fächer dann als wählbare Alternativen gleichrangig und gleichzeitig im Stundenplan verankert. Huber und Sterzinsky argumentierten, ohne diese Gleichrangigkeit dränge das Fach Ethik den konfessionellen Religionsunterricht erst an den Rand und mittelfristig ganz aus der Stundentafel. (Siehe dazu Weiteres unter Religionsunterricht in Berlin.)
Der Bischof sieht in der Neuevangelisierung Deutschlands eine der dringendsten Aufgaben der evangelischen Kirche in Deutschland. Von der evangelischen Nachrichtenagentur idea wurden die Äußerungen Hubers in der Vergangenheit oft negativ beurteilt, 2006 hat ihn die Wochenzeitschrift ideaSpektrum jedoch zum Bischof des Jahres erklärt, unter anderem wegen seines Einsatzes für Mission durch die Landeskirche. Am 29. April 2008 besuchte er in Bremen den Jugendkongress Christival. Dort äußerte er u. a., es sei falsch, theologisch konservative, evangelikale Christen mit Fundamentalisten gleichzusetzen.

## Ökumene und Dialog der Religionen
In der weltweiten Ökumene ist Huber ebenso engagiert wie im evangelisch-katholischen Dialog. Er war auf evangelischer Seite der einladende Bischof für den 1. Ökumenischen Kirchentag in Berlin 2003. Bei der ökumenischen Begegnung mit dem neu gewählten Papst Benedikt XVI. in Köln am 19. August 2005 sprach er die Diagnose aus, dass die ökumenische Entwicklung in die Phase einer „Ökumene der Profile“ eingetreten sei. Angesichts der im Jahr 2007 erneuerten vatikanischen Erklärung, dass die evangelischen Kirchen nicht als „Kirche im eigentlichen Sinn“ anzusehen seien, plädierte er bei verschiedenen ökumenischen Anlässen für eine „Ökumene des wechselseitigen Respekts“, die sich dann mit einer Ökumene der gemeinsamen Spiritualität und der gemeinsamen Weltverantwortung verbinden könne. Ökumenische Fortschritte, so argumentierte er, hätten den Respekt für das Kirchesein des ökumenischen Partners zur Voraussetzung. Auf Einladung des Erzbischofs von Canterbury, Rowan Williams, sprach er sich in dessen Amtssitz, Lambeth Palace in London, am 10. September 2009 dafür aus, eine Ökumene des Indikativs, der zugesagten Einheit in Christus, im Glauben und in der Taufe, zur Basis aller ökumenischen Bemühungen zu machen.
Wolfgang Huber sieht in der religiösen Pluralität ein prägendes Kennzeichen der gegenwärtigen Gesellschaft. Diese Pluralität schließt die „säkulare Option“ als eine Antwort auf die Gottesfrage ein. Bestimmt ist diese Pluralität ferner durch die wachsende Bedeutung muslimischer Bevölkerungsgruppen in westlichen Gesellschaften. Er setzte sich in seiner Amtszeit als Ratsvorsitzender der EKD für einen offenen Dialog mit den muslimischen Verbänden ein und bemühte sich um einen regelmäßigen Gesprächskontakt mit ihnen. Als „Klarheit und gute Nachbarschaft“ bezeichnete er im Anschluss an eine diesem Thema gewidmete Handreichung der EKD die Gesprächsatmosphäre, die für einen produktiven Austausch notwendig sei. Diese Haltung löste Irritationen auf der Seite der muslimischen Verbände sowie kontroverse Debatten innerhalb der evangelischen Kirche aus. Die Warnung vor „interreligiöser Schummelei“, die er bereits 2001 ausgesprochen hatte, rief Widerspruch hervor. Gegen die Handreichung des Rates der EKD vom November 2006 erhob der Koordinierungsrat der muslimischen Verbände im Mai 2007 den Vorwurf, „bestehenden Vorurteilen gegenüber dem Islam eine kirchlich-offizielle Bestätigung zu geben und sogar Klischees, die in evangelikalen Kreisen über den Islam verbreitet werden, einer breiteren Öffentlichkeit zugänglich zu machen.“ Huber hielt dem entgegen, dass ein aufrichtiger Dialog auch kontroverse Themen ansprechen müsse; so gehöre in diesen Dialog auch das Thema der Religionsfreiheit in islamischen Ländern einschließlich des Religionswechsels. Trotz bleibender Meinungsverschiedenheiten bekräftigten beide Seiten die Notwendigkeit des Dialogs. Den Maßstab der Religionsfreiheit macht Huber auch im Blick auf die Türkei geltend und äußert sich immer wieder besorgt im Blick auf die Lage der christlichen Minderheiten in diesem Land.
Bereits vor seiner Wahl zum Ratsvorsitzenden der EKD hatte Huber zum christlich-islamischen Dialog kritisch Stellung genommen. Der Spiegel griff im Dezember 2001 seine viel zitierte Rede von der „multireligiösen Schummelei“ (in späteren Texten: „interreligiöse Schummelei“) eines seiner Meinung nach allzu konsensorientierten christlichen Dialogs mit Muslimen auf. Diesen Vorwurf, der sich unter anderem gegen die jahrzehntelange Dialogpraxis der eigenen Kirche richtet, wiederholte er mehrfach: „Es wird geschummelt – in dem Sinn nämlich, dass zentralen Fragen ausgewichen wird. Das nenne ich die ‚interreligiöse Schummelei‘“. Anlässlich einer Journalistenfrage nach der Hasspredigt eines Imams wiederholte er den Vorwurf der „interreligiösen Schummelei“ und zeigte sich beunruhigt darüber, dass es weiterhin Menschen gebe, die einer „idealisierenden Multi-Kulti-Stimmung nach[hingen]“, sprach sich allerdings auch gegen eine Dämonisierung des Islam und für Differenzierung aus.
Den Aufruf von Muslimen für eine Demonstration gegen Gewalt und für ein friedliches Zusammenleben 2004 in Köln begrüßte er als einen „Schritt in die richtige Richtung“. In einer Festrede auf Einladung der Gesellschaft für Christlich-Jüdische Zusammenarbeit München am 5. März 2006 schlug er – anders als bislang im unmittelbaren Dialog mit Muslimen – noch versöhnlichere Töne an: Es gebe in Deutschland „eine Koalition der Mäßigung quer durch die Religionen“.
Für seinen Paradigmenwechsel zum „kritischen Dialog“ und die Polemik gegen den bisherigen christlich-islamischen Dialog wurde er aus den eigenen Reihen kritisiert. Heinrich G. Rothe, evangelischer Pfarrer und von 1992 bis 1998 Leiter der „Beratungsstelle für Islamfragen der Evangelischen Kirche im Rheinland und der Evangelischen Kirche von Westfalen“, bezeichnet Hubers Vorwürfe als haltlos: „Der Ratsvorsitzende der EKD formuliert eine prinzipielle Kritik am bisherigen christlich-islamischen Dialog. Unterschiede – so der Vorwurf – wurden nicht thematisiert, ‚nicht in das Gespräch einbezogen‘. Ein Neuanfang sei notwendig. (…) War der bisherige Dialog – wie von Bischof Huber wenige Wochen zuvor formuliert – nur ein Kuscheldialog? (…) Wer mit dabei war, weiß, dass das Gegenteil richtig ist.“
In einem Interview in der Berliner Zeitschrift Cicero wünschte sich Huber keine „Islamisierung Europas“ und kritisierte die häufig wiederholten „Christen-Club“-Äußerungen des türkischen Ministerpräsidenten Recep Tayyip Erdoğan in Bezug auf die EU.

## Auszeichnungen und Ehrenmitgliedschaften
- 1982: Theodor-Heuss-Preis (gemeinsam mit der Kammer der EKD für öffentliche Verantwortung)
- 1995: Honorarprofessor der Ruprecht-Karls-Universität Heidelberg sowie der Humboldt-Universität zu Berlin
- 1999: Comenius-Preis
- 2004: Ehrenmitglied des Rotary-Clubs Berlin-Kurfürstendamm
- 2005: Die Goldene Feder der Bauer-Verlagsgruppe
- 2006: Ludwig-Wolker-Plakette des Deutschen Olympischen Sportbunds
- 2006: Ehrenmitglied des Johanniterordens
- 2007: Großes Verdienstkreuz mit Stern und Schulterband der Bundesrepublik Deutschland
- 2007: Hermann-Ehlers-Medaille des Evangelischen Arbeitskreises der CDU/CSU
- 2007: Ehrenmitglied von Hertha BSC
- 2007: Schirmherr des Deutschen Kinderpreises[41]
- 2008: Agricola-Medaille der Lutherischen Kirche von Finnland
- 2008: Ehrendoktor der Christlichen Theologischen Akademie Warschau
- 2009: Verdienstorden des Landes Berlin
- 2009: Europäischer Kulturpreis für Theologie
- 2009: Vordenker-Preis der Plansecur-Unternehmensgruppe
- 2010: Sexauer Gemeindepreis für Theologie
- 2010: Ehrenmitglied des Rotary-Clubs Brandenburg/Havel
- 2011: Gastprofessur des Frank-Loeb-Instituts Landau an der Universität
- 2011: Kulturgroschen des Deutschen Kulturrats[42]
- 2012: Karl-Barth-Preis der Union evangelischer Kirchen in der EKD[43]
- 2012: Ehrenbürger von Brandenburg an der Havel[44]
- 2012: Mercator-Professur der Universität Duisburg-Essen, Vortragsthema: Generationengerechtigkeit[45]
- 2013: Reuchlin-Preis der Stadt Pforzheim[46]
- 2014: Ehrendoktor der Universität Stellenbosch[47]
- 2015: Verdienstorden des Landes Brandenburg[48]
- 2017: Ehrendoktor der Katholisch-Theologischen Fakultät der Ruhr-Universität Bochum (zugleich mit Kardinal Karl Lehmann)
- 2017: Ehrendoktor der Rechtswissenschaftlichen Fakultät der Friedrich-Schiller-Universität Jena[49]
- 2022: Lutherrose-Preis[50]
- 2024: Stadtältester von Berlin[51]

## Dissertation
- 1969: Passa und Ostern. Untersuchungen zur Osterfeier der alten Kirche (= Beihefte zur Zeitschrift für die neutestamentliche Wissenschaft und die Kunde der älteren Kirche. Beiheft 35). Berlin 1969.

## Neuere Veröffentlichungen (Auswahl)
- 2022: Menschen, Götter und Maschinen. Eine Ethik der Digitalisierung. C.H.Beck, München, ISBN 978-3-406-79020-1.
- 2019: Dietrich Bonhoeffer. Auf dem Weg zur Freiheit. Ein Porträt. C.H.Beck, München, ISBN 978-3-406-73137-2.
- 2017: Glaubensfragen. Eine evangelische Orientierung. C.H.Beck, München, ISBN 978-3-406-70076-7.
- 2015: (Hrsg., mit Torsten Meireis und Hans-Richard Reuter) Handbuch der Evangelischen Ethik. C.H.Beck, München
- 2013: Ethik. Die Grundfragen unseres Lebens von der Geburt bis zum Tod. C.H.Beck, München, ISBN 978-3-406-65560-9.
- 2012: Von der Freiheit. Perspektiven für eine solidarische Welt. Hrsg. von Helga Kuhlmann und Tobias Reitmeier, München, ISBN 978-3-406-63723-0.
- 2011: Darauf vertraue ich. Grundworte des christlichen Glaubens. Freiburg.
- 2010: Wenn ihr umkehrt, wird euch geholfen. Oder: Anmerkungen zur globalen Finanzmarkt- und Wirtschaftskrise. Frankfurt am Main.
- 2010: Das Netz ist zerrissen und wir sind frei. Reden, Frankfurt am Main.
- 2010: Gottes Wort halten, Liebe üben und demütig sein. Predigten, Frankfurt am Main.
- 2009: Die Liebe in der Wahrheit. Die Sozialenzyklika „Caritas in veritate“ Papst Benedikts XVI. Ökumenisch kommentiert von Wolfgang Huber und anderen, Freiburg/Breisgau.
- 2009: Der christliche Glaube. Eine evangelische Orientierung. 5. Aufl. Gütersloh.
- 2009: Von den Grenzen der Erkenntnis und der Unbegrenztheit des Glaubens. Ein Streitgespräch zwischen Wolfgang Huber und Wolf Singer. Berlin.
- 2009: (Hrsg.) Die Mauer ist weg. Ein Lesebuch. Frankfurt am Main.
- 2009: Religion, Politik und Gewalt in der heutigen Welt. In: Karl Kardinal Lehmann (Hrsg.): Weltreligionen – Verstehen, Verständigung. Verantwortung, Frankfurt am Main.
- 2008: Die Verantwortung eines Unternehmers. In: P. May u. a. (Hrsg.): Familienunternehmen heute. Jahrbuch, Bonn.
- 2008: Habermas in protestantischer Tradition. In: Michael Funken (Hrsg.): Über Habermas. Darmstadt.
- 2008: Die Verfassungsordnung für Religion und Kirche in Anfechtung und Bewährung. Zusammen mit Christian Waldhoff und Udo di Fabio, Münster.
- 2007: Im Geist der Freiheit. Für eine Ökumene der Profile, Freiburg.
- 2007: Position beziehen. Das Ende der Beliebigkeit, Lahr.
- 2007: „Der Mensch ist zur Arbeit geboren wie der Vogel zum Fliegen…“. Hat das protestantische Arbeitsethos noch eine Zukunft? In: Die neue Frage nach der Arbeit, Wittenberg.
- 2006: Familie haben alle. Für eine Zukunft mit Kindern, Berlin.
- 2006: Gerechtigkeit und Recht. Grundlinien christlicher Rechtsethik, 3. Aufl. Gütersloh.
- 2006: (Hrsg. mit Christian Gremmels) Dietrich Bonhoeffer Auswahl, 6 Bände, Gütersloh.
- 2006: Wissenschaft verantworten. Überlegungen zur Ethik der Forschung, Göttingen.
- 2006: Vertrauensberufe im Rechtsstaat. In: Anwaltsblatt, 8+9.
- 2005: Der Staat und die Religionen, Bonn und Erfurt.
- 2005: Vertrauen erneuern. Eine Reform um der Menschen willen, Freiburg/Breisgau.
- 2005: Woran dein Herz hängt. Bischofsworte in bewegter Zeit, Gütersloh.
- 2005: Die jüdisch-christliche Tradition. In: Hans Joas / Klaus Wiegandt (Hrsg.): Die kulturellen Werte Europas, 2. Aufl. Frankfurt am Main.
- 2004: Vor Gott und den Menschen. Wolfgang Huber im Gespräch mit Stefan Berg, Berlin: Wichern.
- 2004: Verfassung ohne Gottesbezug? Zu einer aktuellen europäischen Kontroverse. Gemeinsam mit Helmut Goerlich und Karl Kardinal Lehmann, Leipzig.
- 2002: Der gemachte Mensch. Christlicher Glaube und Biotechnik, Berlin.
- 1999: Kirche in der Zeitenwende. Gesellschaftlicher Wandel und Erneuerung der Kirche, 3. Aufl. Gütersloh.

## Biografie
- Philipp Gessler: Wolfgang Huber. Ein Leben für Protestantismus und Politik. Kreuz Verlag, Freiburg im Breisgau 2012, ISBN 978-3-451-61110-0.

## Andere Literatur
- Synodalbeschlüsse der EKiBB zum christlich-jüdischen Verhältnis 1984/1990, mit einem Vorwort von Bischof Dr. Huber, Institut  Kirche und Judentum (Hrsg.), Zentrum für christlich-jüdische Studien an der Humboldt-Universität Berlin.
- Gotteshäuser im Exil – Einführung und Geistliche Einstimmung von Wolfgang Huber in 1912–2012. Die Deutsche Evangelische Kirche in Bulak zum Thema „Beten … kann man nur in der Muttersprache“, ISBN 978-3-87903-105-4.
- Meister der Zentralperspektive – Wolfgang Thielmann porträtiert Wolfgang Huber. In: Rheinischer Merkur vom 5. August 2010.
- „Das Glas ist doch halb voll“ – Wolfgang Huber über Wirtschaft und Moral im Welt-Interview vom 9. Juli 2010.
- Der tadellose Protestant. Immer freundlich, immer korrekt, immer klug – Wolfgang Huber prägte sein Amt durch maßvoll linke Ansichten und hartnäckige Sachlichkeit. In: Die Zeit, Nr. 18, 23. April 2009, S. 7.
- Steffen Reiche: Gewählter Glücksfall. In: Märkische Allgemeine Zeitung, 5. November 2009 ISSN 0863-7113.
- Karl Kardinal Lehmann: Konflikt und Konsens. In: Tagesspiegel, 25. Oktober 2009.
- Aus dem Kirchenschlaf gerissen. In: Die Zeit, 22. Oktober 2009.
- Horst Köhler: Huber ist moralische Instanz geworden.
- „Wenn eure Kinder morgen fragen.“ Wilfried Köpke im Gespräch mit Wolfgang Huber, Margot Käßmann und Manfred Kock (2005).